# True North (film, 2020)
Pour les articles homonymes, voir True North.
Pour plus de détails, voir Fiche technique et Distribution.
True North (トゥルーノース) est un film japonais réalisé par Eiji Han Shimizu, sorti en 2020.

## Synopsis
Park Yo-han est un garçon de neuf ans vivant à Pyongyang. Un jour, sa famille est déportée dans un camp de prisonniers parce que ses parents sont des Zainichis.

## Fiche technique
- Titre : True North
- Titre original : トゥルーノース
- Réalisation : Eiji Han Shimizu
- Scénario : Eiji Han Shimizu
- Musique : Matthew Wilder
- Montage : Eiji Han Shimizu
- Production : Eiji Han Shimizu
- Société de production : Studio Raboon et Sumimasen Pte.
- Pays :  Japon et  Indonésie
- Genre : Animation et drame
- Durée : 93 minutes
- Dates de sortie : 
  -  France : 15 juin 2020 (Festival international du film d'animation d'Annecy)
  -  Japon : 4 janvier 2021

## Doublage
- Zachary Westerman : Yo-han jeune
- Joel Sutton : Yo-han
- Sammy Anderson : le gardien Han
- Ann Smith : Mme. Wok
- Michael Sasaki : Insu
- Jacquelyn Palmquist : la femme chrétienne / la voix de la femme au mégaphone

## Distinctions
Le film a remporté une mention spéciale dans le cadre du Free Spirit Award au Festival international du film de Varsovie. Il a été présenté dans la section Contrechamp du Festival international du film d'animation d'Annecy 2020.